# Wereldkampioenschappen kunstschaatsen 1927
De Wereldkampioenschappen kunstschaatsen 1927 werden gevormd door drie toernooien die door de Internationale Schaatsunie werden georganiseerd.
Dit jaar vonden de drie kampioenschappen voor het eerst in drie steden plaats. Sinds 1908, toen de paren als derde kampioenschap werd ingevoerd, vonden de drie kampioenschappen steeds in twee steden plaats.
Voor de mannen was het de 25e editie. Dit kampioenschap vond plaats op 5 en 6 februari in Davos, Zwitserland. Davos was de eerste stad die voor de achtste keer als gaststad optrad voor een WK toernooi. De mannen kwamen hier voor de vierde keer in actie. Zwitserland was het eerste land dat voor de negende keer als gastland optrad, in 1914 was Sankt Moritz gaststad voor de vrouwen en paren.
Voor de vrouwen was het de vijftiende editie. Dit kampioenschap vond plaats op 19 en 20 februari in Oslo, Noorwegen. Het was de derde keer dat een WK toernooi in Oslo en Noorwegen plaatsvond. In 1923 vond het toernooi voor de paren hier plaats, in 1924 het vrouwentoernooi.
Voor de paren was het de dertiende editie. Dit kampioenschap vond plaats op 22 en 23 februari in Wenen, Oostenrijk. Wenen was voor de zesde keer gaststad voor een WK toernooi, voor de derde keer voor de paren. Oostenrijk was voor de zevende keer het gastland, in 1908 was Troppau gaststad. Dit kampioenschap was onderdeel van de festiviteiten die de jubilerende Wiener EV organiseerde net als het EK kunstschaatsen voor mannen en het EK ijshockey.

## Deelname
Er namen deelnemers uit zeven landen deel aan deze kampioenschappen. Zij vulden 17 startplaatsen in.
(Tussen haakjes het totaal aantal startplaatsen in de drie toernooien.)
| Oostenrijk (8) Weimarrepubliek (3) Noorwegen (2) Frankrijk (1) | Tsjecho-Slowakije (1) Verenigd Koninkrijk (1) Zwitserland (1) |

## Medailleverdeling
Bij de mannen stonden voor de tweede keer drie landgenoten op het erepodium, net als in 1925 betrof het Oostenrijkers. Van dit trio prolongeerde Willy Böckl zijn wereldtitel, het was zijn derde oprij. Hij behaalde bij zijn achtste deelname zijn achtste medaille, in 1913, 1923 en 1924 werd hij tweede, in 1914 en 1922 derde. Otto Preissecker stond in 1925 op plaats drie, dit jaar op plaats twee, de positie die hij ook in 1926 innam. Het was zijn derde medaille. WK debutant Karl Schäfer voltooide het erepodium op plaats drie.
Bij de vrouwen werd Sonja Henie in haar geboorte stad de vijfde wereldkampioene en de eerste Noorse. De tweede positie werd ingenomen door vijfvoudig wereldkampioene Herma Jaross-Szabo, het was haar zesde medaille. Henie’s landgenote, de debutante Karen Simensen, veroverde de bronzen medaille.
Bij de paren wonnen het paar Jaross-Szabo / Wrede voor de tweede keer de wereldtitel, de eerste wonnen ze in 1925. Het was hun derde medaille, in 1926 werden ze tweede. Ook het paar Scholz / Kaiser op plaats twee behaalden hun derde medaille, ook in 1926 werden ze tweede en in 1925 derde. Het paar Hoppe / Hoppe veroverde de bronzen medaille, het was de eerste WK medaille voor Tsjechoslowakije in het kunstschaasten. Jaross-Szabo veroverde voor het derde jaar oprij twee medailles in hetzelfde jaar.
| Discipline | Goud                              | Zilver                     | Brons                    |
| ---------- | --------------------------------- | -------------------------- | ------------------------ |
| Mannen     | Willy Böckl                       | Otto Preissecker           | Karl Schäfer             |
| Vrouwen    | Sonja Henie                       | Herma Jaross-Szabo         | Karen Simensen           |
| Paren      | Herma Jaross-Szabo / Ludwig Wrede | Lilly Scholz / Otto Kaiser | Else Hoppe / Oscar Hoppe |

## Uitslagen
pc = plaatsingcijfer
| #      | naam (deelname)      | land                                          | pc       |
| ------ | -------------------- | --------------------------------------------- | -------- |
| Goud   | Willy Böckl (8)      | Vlag van Oostenrijk                           | 11       |
| Zilver | Otto Preissecker (4) | Vlag van Oostenrijk                           | 15       |
| Brons  | Karl Schäfer         | Vlag van Oostenrijk                           | 24       |
| 4      | Georg Gautschi (2)   | Vlag van Zwitserland                          | 26       |
| 5      | John Page (3)        | Vlag van Verenigd Koninkrijk                  | 30       |
| 6      | Ludwig Wrede (5)     | Vlag van Oostenrijk                           | 43       |
| 7      | Herbert Haertel (2)  | Vlag van Duitsland tijdens de Weimarrepubliek | 48       |
| 8      | Jean Henrion         | Vlag van Frankrijk                            | 56       |
| -      | Paul Franke (2)      | Vlag van Duitsland tijdens de Weimarrepubliek | t.z.t. * |

| #      | naam (deelname)        | land                                          | pc |
| ------ | ---------------------- | --------------------------------------------- | -- |
| Goud   | Sonja Henie (3)        | Vlag van Noorwegen                            | 7  |
| Zilver | Herma Jaross-Szabo (6) | Vlag van Oostenrijk                           | 8  |
| Brons  | Karen Simensen         | Vlag van Noorwegen                            | 17 |
| 4      | Ellen Brockhöft (3)    | Vlag van Duitsland tijdens de Weimarrepubliek | 18 |

| Vier paren uit twee landen namen dit jaar deel aan het WK. Drie koppels namen voor de derde keer deel in het toernooi voor de paren, hiervan namen Jaross-Szabo en Wrede eerdere jaren alsmede dit jaar individueel deel. Ook voor Georg Pamperl was het zijn derde deelname, in 1925 en 1926 nam hij deel met Gisela Hochhaltinger dit jaar met Hansi Eissert. \| # \| naam (deelname) \| land \| pc \| \| ------ \| --------------------------------------- \| -------------------------- \| ---- \| \| Goud \| Herma Jaross-Szabo (6) Ludwig Wrede (5) \| Vlag van Oostenrijk \| 6.5 \| \| Zilver \| Lilly Scholz (3) Otto Kaiser (3) \| Vlag van Oostenrijk \| 9 \| \| Brons \| Else Hoppe (3) Oscar Hoppe (3) \| Vlag van Tsjecho-Slowakije \| 14.5 \| \| 4 \| Hansi Eissert Georg Pamperl (3) \| Vlag van Oostenrijk \| 20 \| |                                         |                            |      |
| # | naam (deelname)                         | land                       | pc   |
| Goud | Herma Jaross-Szabo (6) Ludwig Wrede (5) | Vlag van Oostenrijk        | 6.5  |
| Zilver | Lilly Scholz (3) Otto Kaiser (3)        | Vlag van Oostenrijk        | 9    |
| Brons | Else Hoppe (3) Oscar Hoppe (3)          | Vlag van Tsjecho-Slowakije | 14.5 |
| 4 | Hansi Eissert Georg Pamperl (3)         | Vlag van Oostenrijk        | 20   |

Medaillewinnaars

Mannen · 
Vrouwen ·
Paren · 
IJsdansen

 Toernooi

1896 · 
1897 · 
1898 · 
1899 · 
1900 · 
1901 · 
1902 · 
1903 · 
1904 · 
1905 · 
1906 · 
1907 · 
1908 · 
1909 · 
1910 · 
1911 · 
1912 · 
1913 · 
1914 · 
1915-1921 · 
1922 · 
1923 · 
1924 · 
1925 · 
1926 · 
1927 · 
1928 · 
1929 · 
1930 · 
1931 · 
1932 · 
1933 · 
1934 · 
1935 · 
1936 · 
1937 · 
1938 · 
1939 ·
1940-1946 · 
1947 · 
1948 · 
1949 · 
1950 · 
1951 · 
1952 · 
1953 · 
1954 · 
1955 · 
1956 · 
1957 · 
1958 · 
1959 · 
1960 · 
1961 · 
1962 · 
1963 · 
1964 · 
1965 · 
1966 · 
1967 · 
1968 · 
1969 · 
1970 · 
1971 · 
1972 · 
1973 · 
1974 · 
1975 · 
1976 · 
1977 · 
1978 · 
1979 · 
1980 · 
1981 · 
1982 · 
1983 · 
1984 · 
1985 · 
1986 · 
1987 · 
1988 · 
1989 · 
1990 · 
1991 · 
1992 · 
1993 · 
1994 · 
1995 ·
1996 · 
1997 · 
1998 · 
1999 · 
2000 · 
2001 · 
2002 · 
2003 · 
2004 · 
2005 · 
2006 ·
2007 ·
2008 ·
2009 ·
2010 ·
2011 ·
2012 ·
2013 ·
2014 ·
2015 ·
2016 ·
2017 ·
2018 ·
2019 · 
2020 · 
2021 ·
2022 ·
2023 ·
2024

 ISU-kampioenschappen

WK kunstschaatsen junioren ·
EK kunstschaatsen ·
Viercontinentenkampioenschap ·
Olympische Spelen